# Hrabstwo Glasscock

Piramida wieku hrabstwa

Hrabstwo Glasscock – hrabstwo położone w USA, w zachodnim Teksasie. Utworzone w 1887 r. Siedzibą hrabstwa jest Garden City. Według danych z 2023 roku liczy 1141 mieszkańców. Większość mieszkańców to katolicy. Z gęstością zaludnienia 0,49 os./km², należy do dwudziestu najsłabiej zaludnionych hrabstw Teksasu.

## Sąsiednie hrabstwa
- Hrabstwo Howard (północ)
- Hrabstwo Sterling (wschód)
- Hrabstwo Reagan (południe)
- Hrabstwo Upton (południowy zachód)
- Hrabstwo Midland (zachód)
- Hrabstwo Martin (północny zachód)

## CDP
- Garden City

## Gospodarka
68% areału gospodarstw stanowią pastwiska i 31% to obszary uprawne. 
- wydobycie ropy naftowej (11. miejsce w stanie) i gazu ziemnego (17. miejsce)[5]
- uprawa warzyw (20. miejsce), bawełny i orzechów pekan[4][6]
- hodowla owiec[4]
- przemysł mleczny[6]
- produkcja siana[4].

## Ludność
Mieszkańcy deklarują głównie pochodzenie meksykańskie (27,1%), niemieckie (19,2%), angielskie (12,1%), irlandzkie (11%), szkockie lub szkocko–irlandzkie (7,2%) i arabskie (5,6%). 